# داود راجحه
داود راجحه (۱۹۴۷ – ۱۸ ژوئیه ۲۰۱۲) وزیر دفاع سوریه از ۲۰۱۱ تا ۲۰۱۲ بود. او سابقاً از ۲۰۰۹ تا ۲۰۱۱ رئیس ستاد ارتش سوریه بود.
او که یک مسیحی ارتدوکس بود در دمشق زاده شد. او در ۱۸ ژوئیه ۲۰۱۲ در بمبگذاری ساختمان امنیت ملی در دمشق کشته شد.

## تحریم توسط آمریکا
آمریکا و اتحادیه اروپا علیه وی تحریم‌هایی را اعمال کرده بودند.

## درگذشت
در روز ۱۸ ژوئیه ۲۰۱۲ در جلسه‌ای که در مرکز امنیت ملی سوریه برگزار شد وی به همراه سپهبد آصف شوکت معاون وزیر دفاع، ژنرال جاسم الفریج وزیر سابق دفاع و همچنین حسن ترکمانی مشاور ارشد نظامی بشار اسد توسط یک بمبگذار انتحاری که گفته می‌شود محافظ شخصی وزیر دفاع بوده‌است ترور شد.